# San Pedro del Norte
San Pedro del Norte é um município da Nicarágua, situado no departamento de Chinandega. Tem 72 km² de área e sua população em 2020 foi estimada em 5.184 habitantes.